# Dongjiao (köpinghuvudort i Kina, Hainan Sheng, lat 19,58, long 110,86)
Dongjiao är en köpinghuvudort i Kina. Den ligger i provinsen Hainan, i den södra delen av landet, omkring 75 kilometer sydost om provinshuvudstaden Haikou. Antalet invånare är 39 850. Befolkningen består av 19 865 kvinnor och 19 985 män. Barn under 15 år utgör 17,0 %, vuxna 15-64 år 68 %, och äldre över 65 år 13,0 %.
Dongjiao är det största samhället i trakten. 
Genomsnittlig årsnederbörd är 2 115 millimeter. Den regnigaste månaden är september, med i genomsnitt 339 mm nederbörd, och den torraste är januari, med 25 mm nederbörd.